# Château de Corgarff
Le château de Corgarff se trouve dans la région de Strathdon en Aberdeenshire, au nord de l'Écosse. À travers son histoire, ce château a souvent été d'une importance stratégique, gardant à l'origine la route reliant les villes de la Deeside à celles du Speyside, puis plus tard la voie militaire de Blairgowrie and Rattray à Fort George. Par son emplacement, le château de Corgarff eut une histoire mouvementée et parfois tragique.

## Construction auXVIesiècle
On pense que le château a été construit vers 1550 par John Forbes de Towie. À l'origine, il aurait été formé d'une maison tour avec un mur d'enceinte. Cette maison-tour aurait été similaire à la structure actuelle, la principale différence résidant dans le mur d'enceinte qui aurait été plus simple et probablement de plan rectangulaire. Les Forbes étaient des partisans de Jacques Ier d'Angleterre dans les années suivant l'emprisonnement de Marie Ire d'Écosse, tandis que les Gordon de Dufftown soutenaient la cause de Marie. Ceci conduisit à des querelles entre les deux clans et, en novembre 1571, Adam Gordon d'Auchindoun tenta de prendre le château de Corgarff. Les hommes des Forbes étaient absents mais Margaret, la femme de John Forbes, refusa de rendre le château et tira sur un homme des Gordon avec un pistolet, le blessant aux genoux. En représailles, Adam Gordon entassa des fagots de bois contre le château et l'incendia, tuant tous les occupants sauf Margaret, qui s'enfuit en Irlande où elle donna le jour au fils de John, nommé Alexander. Des légendes racontent que le château serait hanté.

## XVIIesiècleet la périodejacobite

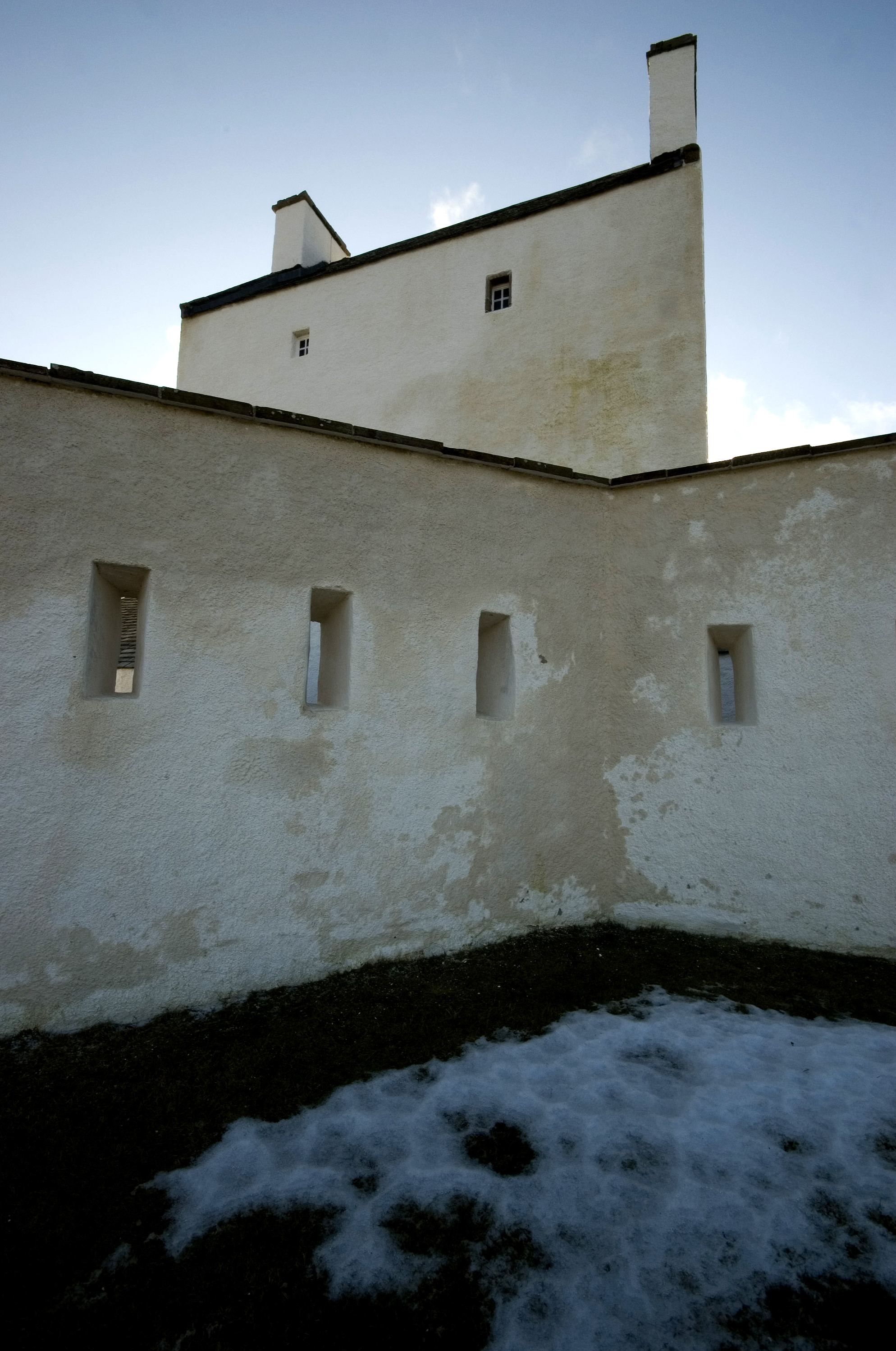
Photographie du château de Corgarff par B. A. Watson.

En 1607, le château fut choisi comme repaire pour des bandits locaux, qui pillèrent les alentours jusqu'en 1626, lorsque John Erskine (en) acquit le château. En 1645, son emplacement stratégique devint à nouveau de première importance lorsqu'il fut utilisé comme point de rassemblement par James Graham, marquis de Montrose, commandant des forces royalistes en Écosse pendant la guerre civile (en). En 1689, Corgarff fut à nouveau incendié, lors du soulèvement conduit par John Graham; les jacobites voulaient éviter qu'il ne puisse être utilisé comme base par les partisans de Guillaume III d'Angleterre. 
En 1715, Corgarff joua de nouveau un rôle important dans les évènements de la nation écossaise. John Erskine, Comte de Mar, lança la rébellion jacobite à partir du château voisin de Kildrummy. Il vint ensuite à Corgarff pour rassembler et équiper son armée avant de marcher sur le château de Braemar. Après la défaite de cette rébellion en 1715, les forces hanovriennes incendièrent une fois de plus Corgarff, et les propriétés du Comte de Mar furent saisies puis rendues aux Forbes. 
Trente ans plus tard, le château fut à nouveau au cœur des violences secouant l'Écosse. Au début de 1746, les forces des jacobites utilisaient Corgarff pour y stocker des armes après leur retraite de Derby. Une marche forcée de trois cents soldats hanovriens à pied et cent dragons à travers la neige depuis Aberdeen prit les Jacobites au dépourvu; ces derniers fuirent si précipitamment que les forces hanovriennes arrivant au château y trouvèrent un chat endormi devant un feu toujours vif. Les troupes trouvèrent également de la poudre à canon en grandes quantités, et plus de trois cents mousquets, qu'ils détruisirent ou emmenèrent à Aberdeen. La bataille de Culloden, qui prit place quelques semaines plus tard le 16 avril 1746, était tellement disproportionnée en défaveur des Jacobites que les armes perdues n'auraient pas changé de beaucoup l'issue du combat.

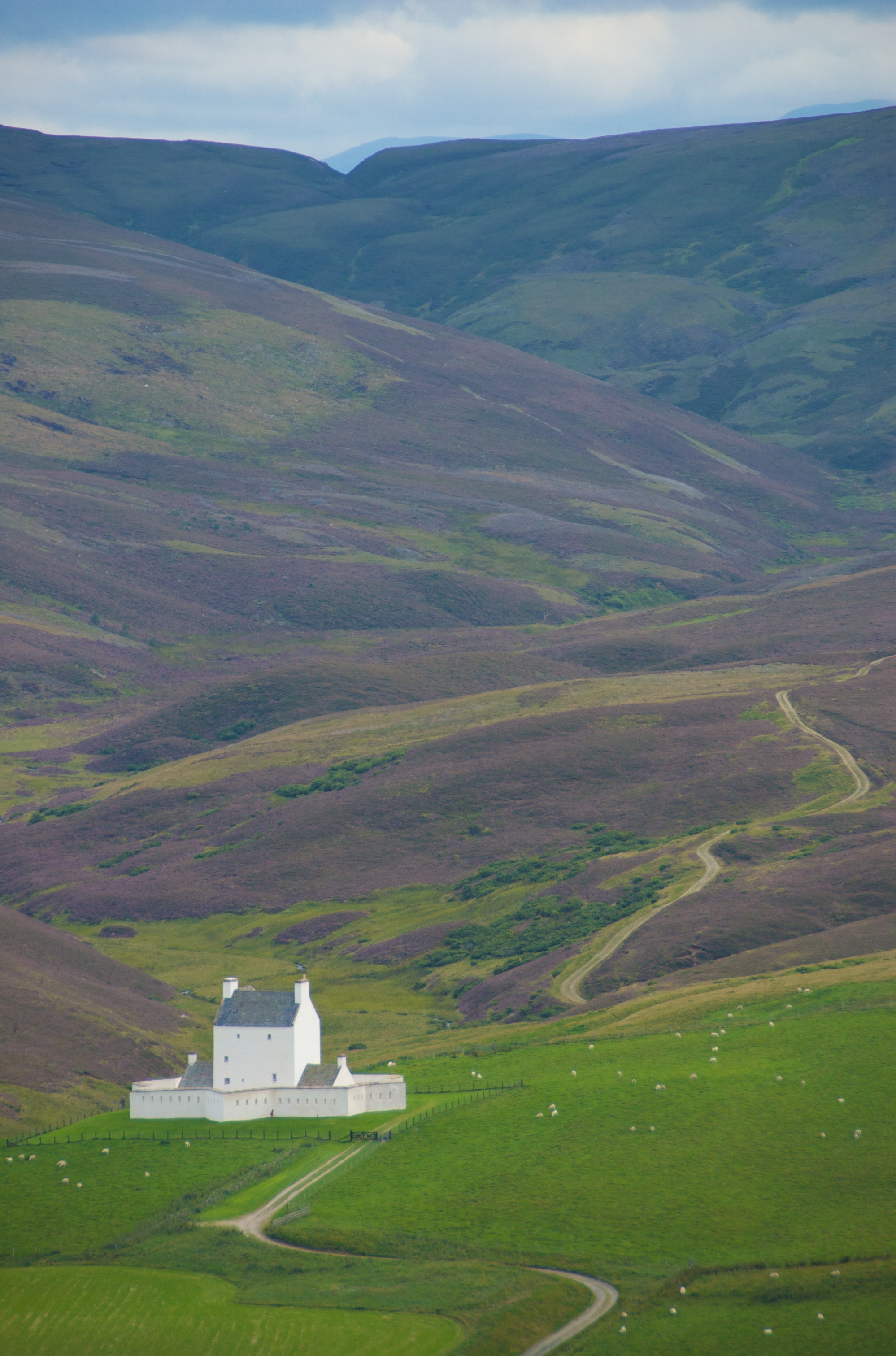
Le château et son domaine.

Le château tel qu'on peut le voir de nos jours résulte essentiellement des évènements de 1745. Dans une tentative pour 'supprimer' les Highlands une fois pour toutes, les forces hanovriennes installèrent des avant-postes à travers le pays. En 1748, Corgarff fut converti en caserne ; à ce même moment, il fut également flanqué des pavillons que l'on peut voir sur les photographies, et le mur d'enceinte peu commun en forme d'étoile fut construit. L'ensemble disposait de trous pour pouvoir utiliser les mousquets, et il est clair en étudiant la conception qu'une attaque d'artillerie (i.e. canons, ...) n'était pas envisagée, et les défenses n'ont jamais été testées dans ce but. Au fil des années, le château servit de base pour environ 50 hommes, dont la moitié aurait été hébergée dans l'enceinte tandis que l'autre était divisée en patrouilles éparses, basées dans les granges ou les demeures d'une population largement hostile. Ces hommes passaient le plus clair de leur temps à pourchasser les Highlanders qui étaient assez imprudents pour porter leurs kilts (devenus illégaux en 1746), transporter des armes ou faire de la contrebande de whisky au vu des troupes. La vie dans les casernes aurait été confortable, étant donné les critères de 1748. Notons que les lits des casernes refaites ont l'air de bonne taille, mais étaient conçus pour être utilisés par deux soldats.

## De l'époque victorienneà aujourd'hui
À partir de 1802, le château fut utilisé comme principal bâtiment d'une exploitation agricole. Les autorités le rachetèrent en 1847, en faisant une base conçue spécifiquement pour lutter contre la contrebande de whisky et les distillations illégales dans la région. À partir du départ de l'armée en 1831, le château déclina progressivement. Ses derniers occupants étaient les sœurs Ross, connues localement comme les Dames du château (Castle Ladies); elles partirent durant la Première Guerre mondiale. En 1947, lorsque le domaine environnant de Delnadamph fut acheté par Sir Edmund et Lady Stockdale, le château n'était plus qu'une ruine, et on utilisait simplement ses murs comme cible de tir. Avec l'aide financière des Stockdales, le château devint monument classé en 1961 et fut restauré par Historic Scotland pour retrouver l'état qu'il aurait eu après la transformation de 1748. En 1979, la famille Stockdale donna la propriété du château à la Lonach Highland Friendly Society.

## Galerie

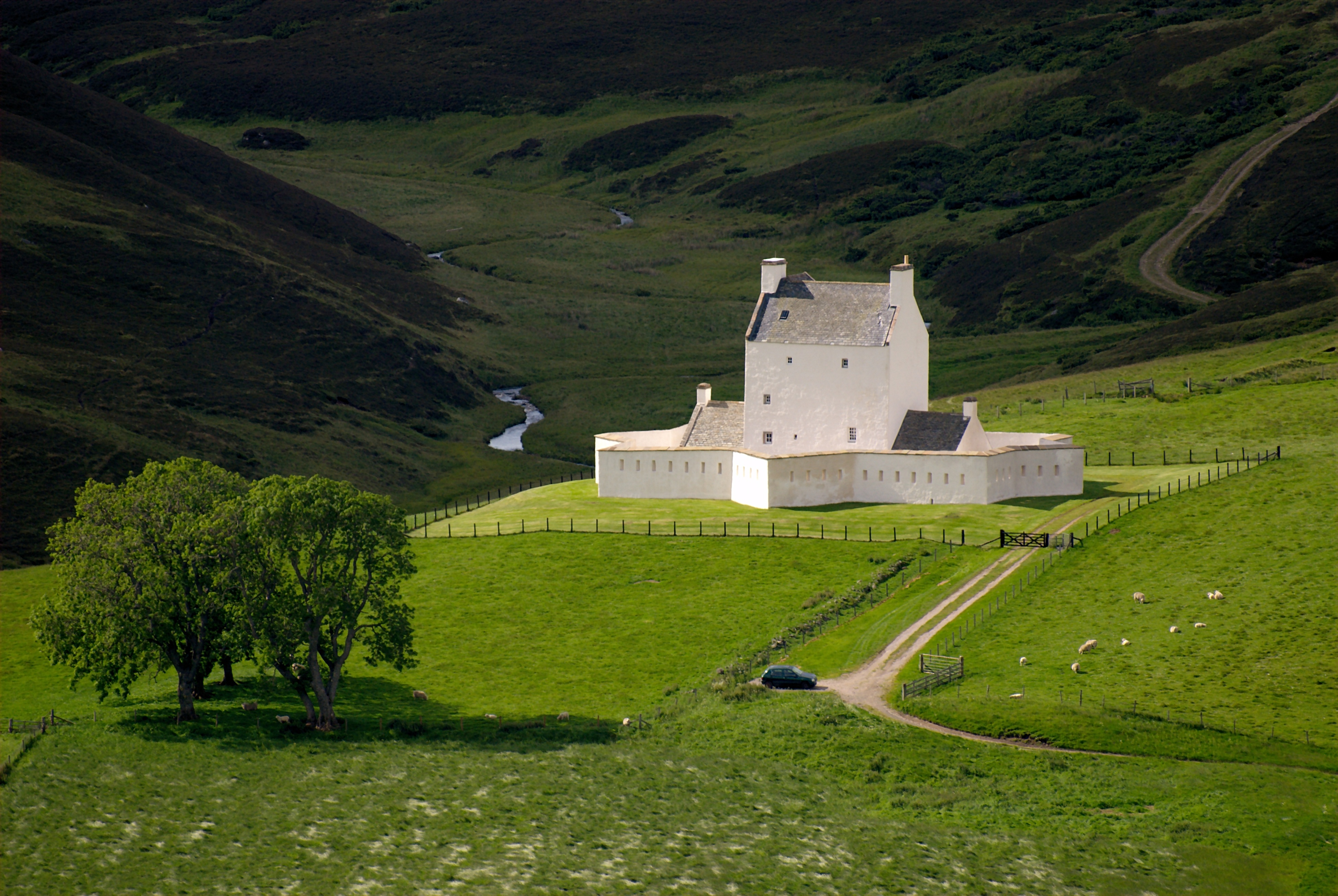
Vue Lecht Road
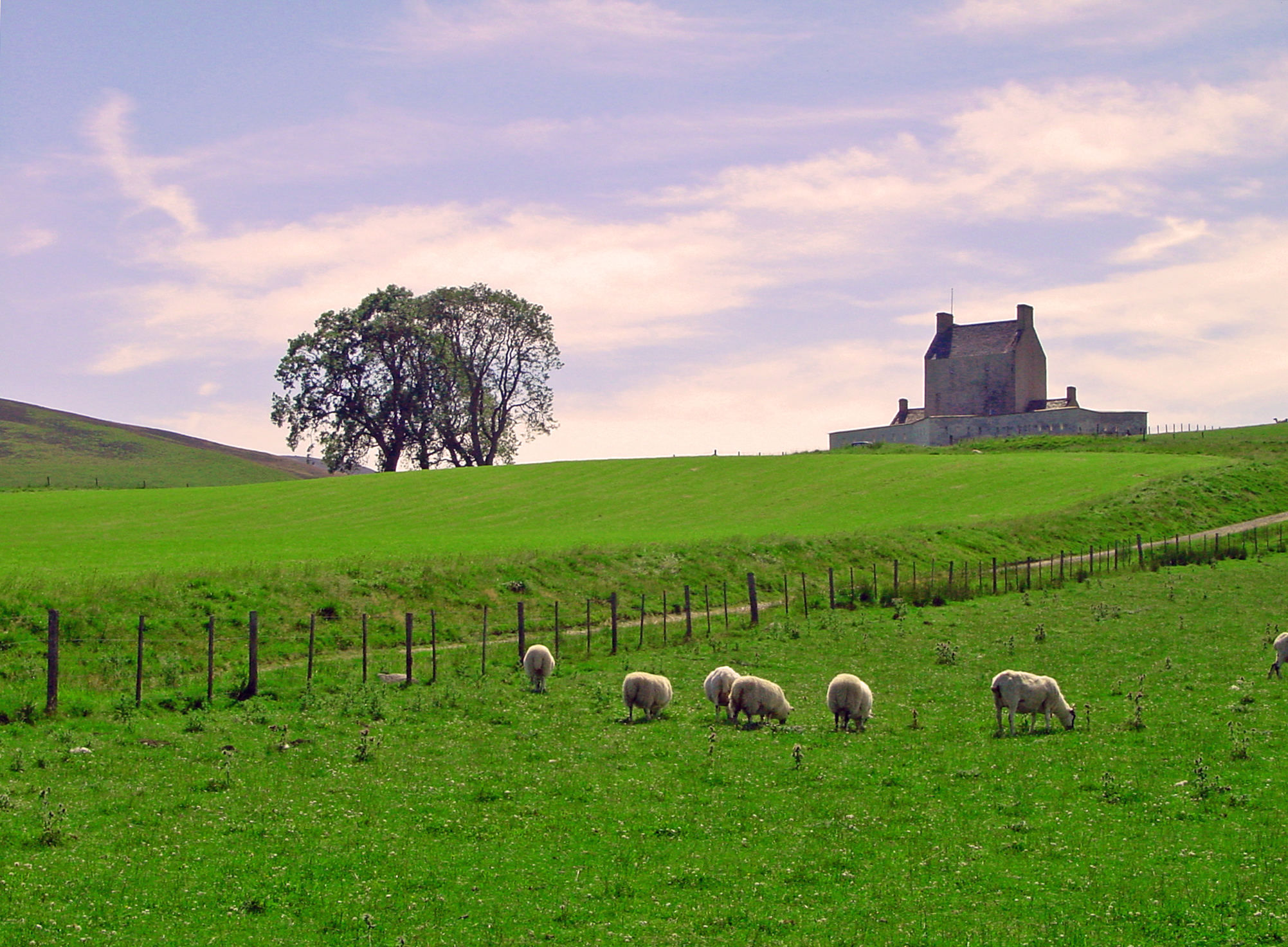
Moutons dans les champs alentour
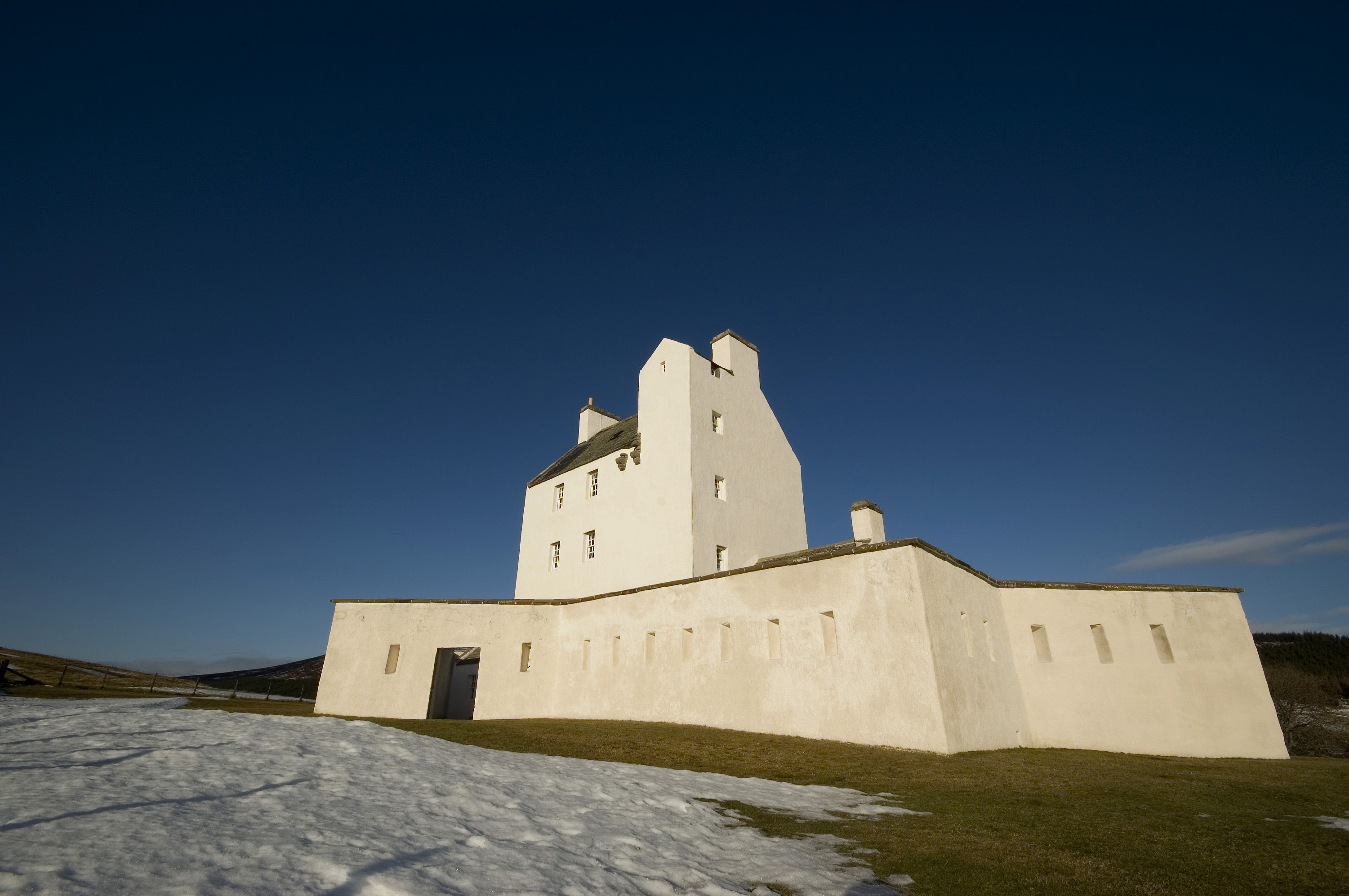
Vue de face par B. A. Watson
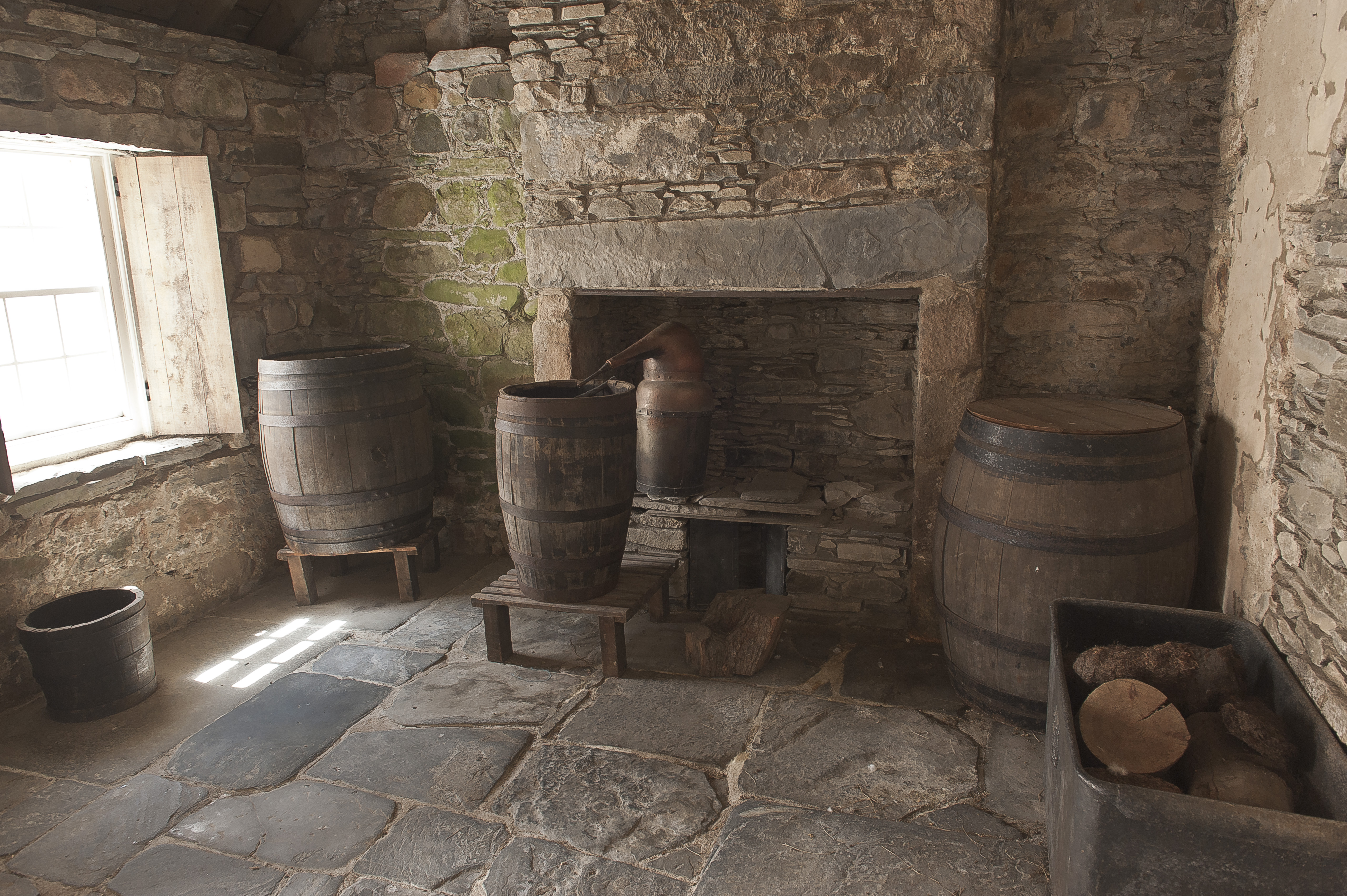
Distillerie de whisky

## Source
- (en) Cet article est partiellement ou en totalité issu de l’article de Wikipédia en anglais intitulé « Corgarff Castle » (voir la liste des auteurs).